# 結志路

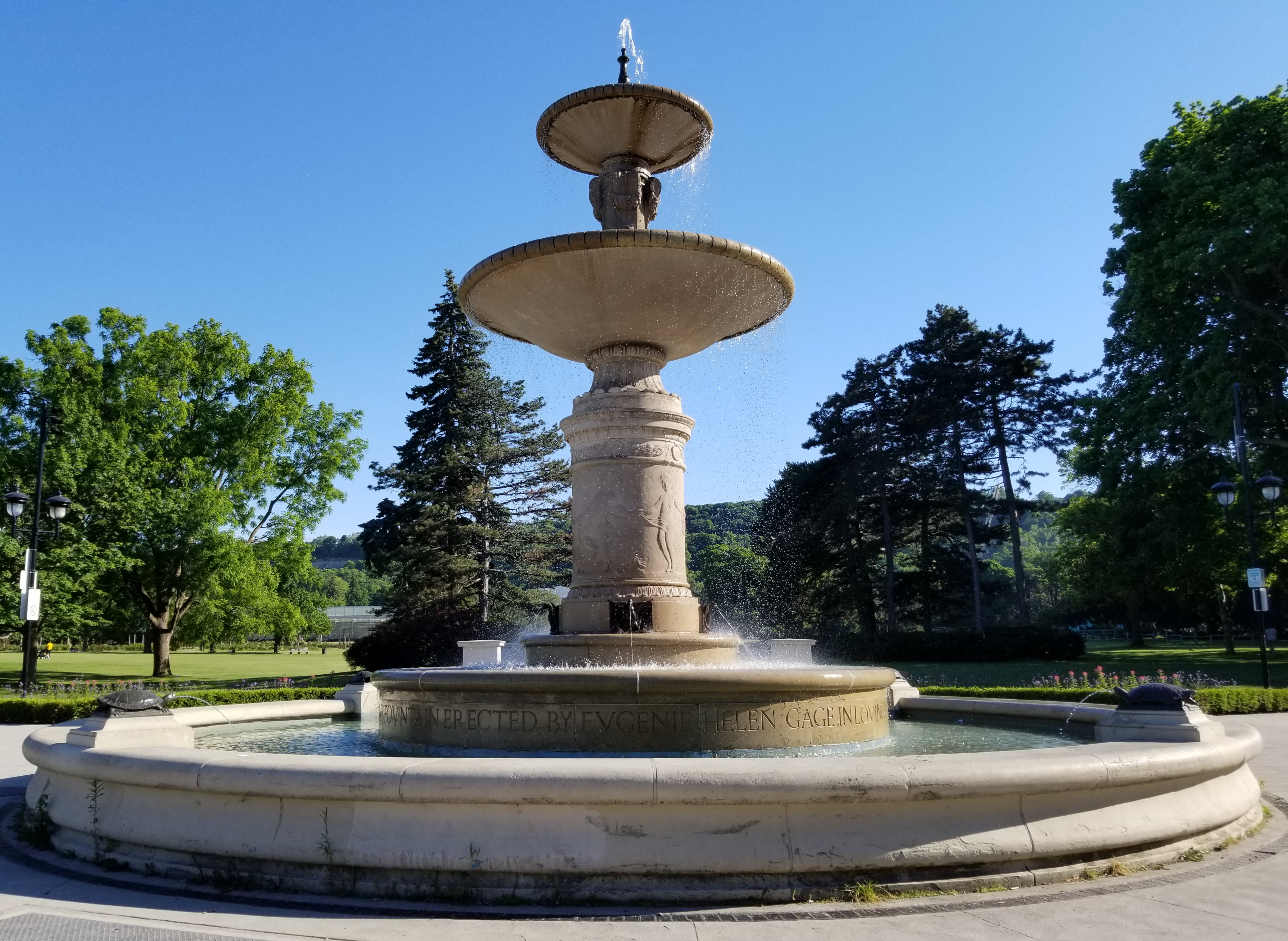
結志公園噴泉

結志路（英語：Gage Avenue）是加拿大安大略省咸美頓下城區的一條雙向主幹道，南始於結志公園南端尼亞加拉斷崖底部的羅倫斯道（Lawrence Road），穿過城市的北端工業區，北迄工業徑（Industrial Drive）。

## 地標
從北到南：
- Pier 17

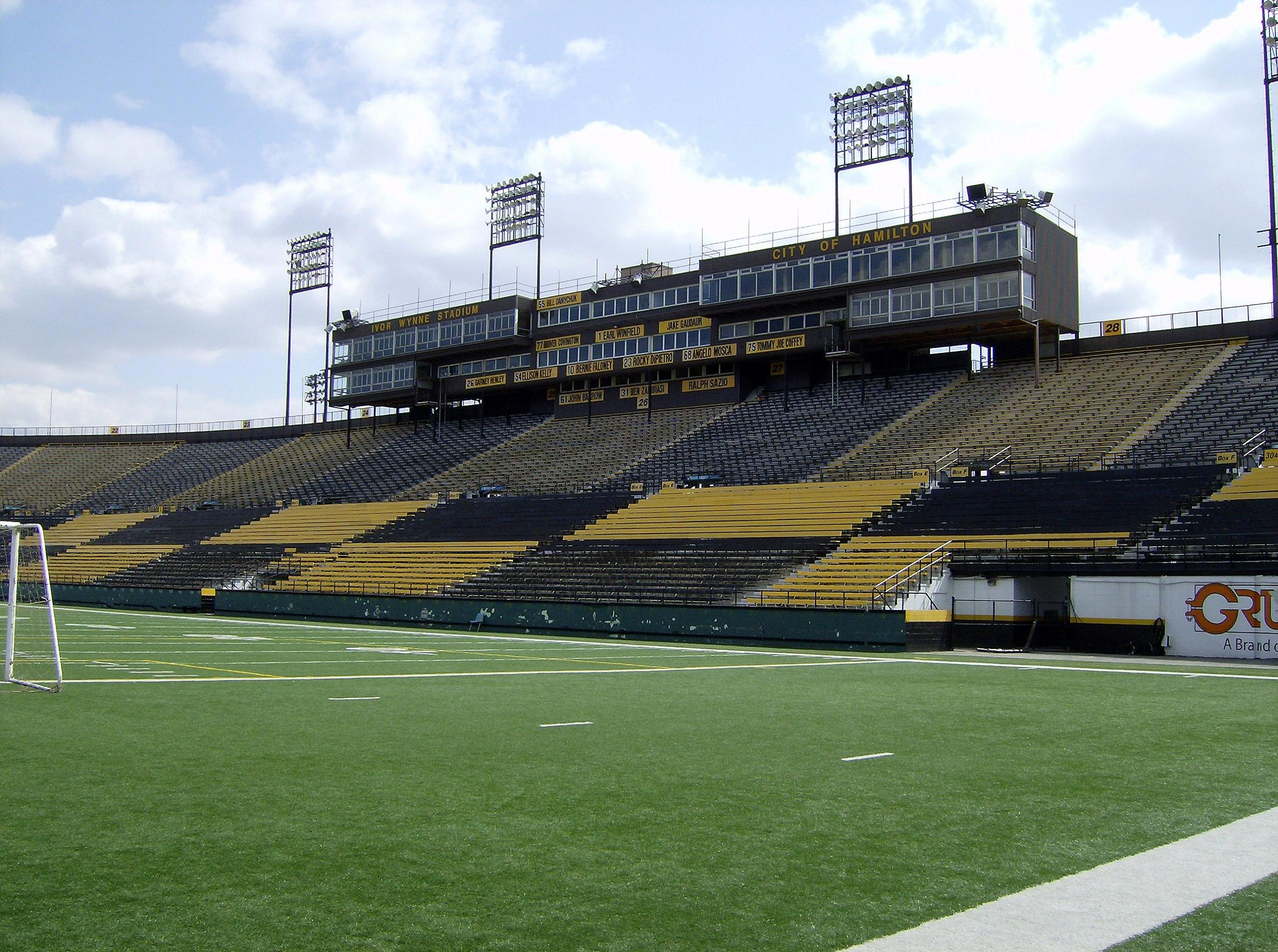
Ivor Wynne大球場

- 加拿大鋼鐵公司（Steel Company of Canada）
- 加拿大國家鐵路軌道
- Tim Hortons Field
- 結志公園
- 咸美頓兒童博物館（Hamilton Children's Museum；在結志公園內）
- 結志公園露天劇場
- 結志公園噴泉
- Escarpment Rail Trail
- 布魯士步道（Bruce Trail）
- Mountain Face Park
- 尼亞加拉斷崖

## 外部連結
- North End Neighbours （页面存档备份，存于）
- Bruce Trail Association （页面存档备份，存于）
- Hikes on the Bruce Trail （页面存档备份，存于）
- Google Maps: Gage Avenue (Hybrid)